# Oxydia interclarata
Oxydia interclarata là một loài bướm đêm trong họ Geometridae.